# Cirolana ferruginosa
Cirolana ferruginosa là một loài chân đều trong họ Cirolanidae. Loài này được Risso miêu tả khoa học năm 1826.